# ビーダマン
ビーダマンは、ビー玉を発射する二頭身の人形玩具。開発・発売はタカラ（現：タカラトミー）。運営はJBA（All-Japan B-daman Association）。

## 概要
腹部または頭部の穴、もしくはマガジンにビー玉を嵌め込み、背部にあるトリガーやサイドの持ち手でビー玉を押し、主に腹部、口部、腕部、頭部などの穴にあるホールドパーツとの反発力によってビー玉を発射する人形型の玩具。その外観、競技、技術、機構などを楽しむ。ビー玉以外にも、スーパーボール、プラスチック球、ピンポン球、鉄球、BB弾、ギミック入りの特殊な球などを発射するものもある。
最初のものは1993年発売。ハドソンのゲーム『ボンバーマン』のキャラクターを使用した商品として開発され、後に『スーパードンキーコング』、『ミュータント・タートルズ』、『ゴジラvsスペースゴジラ』、『魔法陣グルグル』、『ツインビー』などのキャラクター商品も登場した。2002年には『筋肉番付』のイメージキャラクター金剛くんを、2004年には『ロックマンエグゼ』をビーダマン化している。2007年から2010年までは商品展開を休止していた。2010年には『ペンギンの問題』の木下ベッカムをビーダマン化している。
前述の通り、当初はボンバーマンの玩具として企画が進められていたが、当時ハドソンでボンバーマンシリーズの主要開発スタッフであった藤原茂樹の「ただのキャラクター玩具では面白くないので、親の知っている遊び（ビー玉やベーゴマ）を今の技術で企画開発してはどうか」という提案を受けて開発された。

## シリーズ一覧

### スーパーボンバーマン (1993 - 1995)
すべてのビーダマンの中で最初のシリーズで、後述の爆外伝シリーズと競技用ビーダマンシリーズ双方の基礎となった。人形玩具としての側面が強く、装着型のヨロイや搭乗型アーマーが登場するようになり、その人気から爆外伝シリーズへ移行した。その後の爆外伝シリーズやバトルビーダマンシリーズに受け継がれるヒットポイント機構は、このシリーズのボンバーアーマーで「ナキドコロン」として初めて登場した。またボンバーアーマーは連射機構の始祖でもある。パッケージや説明書に「作戦」と呼ばれる競技が毎回掲載されており、この方向に特化していったのが競技用ビーダマンシリーズである。この「作戦」はこれ以降の爆外伝および競技用ビーダマンでも、『爆外伝III』の時期まで並行して掲載が続く。

### ボンバーマンビーダマン爆外伝シリーズ (1995 - 1999)
物語性を重視したシリーズ。ビーダマンは意思を持つ生命体、もしくはボンバーマンが搭乗するアーマーと呼ばれる乗り物である場合が多い。シリーズ途中から競技用とされたスーパービーダマンシリーズが平行して販売され始めたため、ヒットポイントなどの競技向けの機構や「作戦」の掲載は残しながらも、ビー玉の発射能力よりもディティールや変形・合体機構などを重視した人形・ロボット玩具としての傾向が強くなっていった。ストーリーは商品の説明書やパッケージに挿絵と文章で掲載されていたが、後期になるとアニメや漫画とのメディアミックスも行われた。
ビーダマンボンバーマン爆外伝
1995年8月発売。スーパーボンバーマンシリーズでは説明書やパッケージにはスペック設定などが記載される程度だったが、このシリーズから物語が掲載されるようになった。それが（『ボンバーマン』の正史から見ての）「爆外伝」である。そのため物語はテレビゲームのボンバーマンシリーズとリンクがある。主力商品は引き続きヨロイや搭乗型のアーマーで、双方にタカラの持つ技術を活かした変形・合体をこなすものが登場した。この時期に販売されたトレーディングカードではあかボンは女の子と設定されているなど、各キャラクターに性格付けを行っている。
ボンバーマン爆外伝II
1996年発売。物語は前作の続編。同時期発売のスーパーファミコン用ソフト『スーパーボンバーマン4』とのメディアミックスが行われた。キャラクターの属性に合わせた色のビーダマが付属する商品が存在する。本シリーズから漫画とのメディアミックスが始まったが、物語や性格付けが異なる点が多い。漫画版では「勇者降臨編」とされている。各キャラクターには独自の性格が設定されている。
ボンバーマンビーダマン爆外伝III
1997年発売。『II』まで続いてきたゲームのボンバーマンシリーズとのリンクがなくなり、うって変わって宇宙劇風な世界観になった。BB弾を発射する小型のビービーダマンが主人公で、ビー玉を撃ちだすのは乗り物の「ボンバーファイター」である。全ての機体はビービーダマンをコクピットに乗り込ませて遊ぶことができ、メイン商品となる「ボンバーファイター」は追加パーツの換装や「ボンバーアタッカー」二種など一部の機体との連携を楽しむことができる。ビービーダマンのセットや、ビーダマンを使ったスゴロク形式のボードゲームなども発売された。
アニメ『Bビーダマン爆外伝』の1話と2話は本作品をアニメ化したものであり、アニメ版においては「伝説編」（フィルムコミックなど一部媒体では「プラネットエンブレム編」）と呼ばれる。また、漫画版では「伝説の紋章編」とされていた。本作品ではくろボンが敵側のキャラクターとして登場している。アニメ版と漫画版では、きいろボンの性格や紋章およびそれを継承するキャラクターの数、オリジナルの機体など数々の相違点がある。また、いずれも説明書に記載の正式なストーリーとも展開や設定が異なる。
Bビーダマン爆外伝（爆外伝IV）
1998年発売。『爆外伝III』から1000年後の世界が舞台となっている。今作もビー玉を撃ち出す玩具はロボット（ビーダアーマー）であり、アニメに登場するビーダマンをデザインしたビービーダマンを搭乗させることができる。コックピットが露出した移動形態「ライドモード」から、球状のコクピットを180度回転させ各部を変形することにより顔が現れ、戦闘形態「アーマーモード」に変形する機体が主流。敵側の機体を中心に、鉄球「メタルビーダマ」が付属する商品が存在した。発射機構部分が組み立て済みの製品が多かった今までのシリーズとは異なり、プラスチックモデル中心の商品構成になり、「プラクション」で培われた技術が活かされている（フレアードラゴンはプラクション「パロD英雄伝」の「神聖ドラゴン」の金型流用製品であった）。
今作はアニメ化されたこともあり、パッケージや説明書にストーリーが掲載されることはなくなった（機体のスペックなどは引き続き掲載されている）。また、ビーダマンは『01 しろボンバーマン』から『160 スマッシュフェニックス』まで、通し番号はシリーズの区別なく統一されていたが、『爆外伝IV』は独自の番号が1から振られている。
Bビーダマン爆外伝V（ビクトリー）
1999年発売。競技性重視のスーパービーダマンとは違った、サポートメカとの合体やロボット同士の合体など、物語性重視の商品ならではの機構がさらに発達している。ロボットに搭乗するのはビービーダマンではなく、発射能力のないひとまわり大きな人形に変更。ライドモードから、人形がロボットの頭部に変形してボディに合体（ヘッドオン）することでアーマーモードとなる。ビーダマの発射装置（ビーダユニット）をロボット本体から分離することが可能であり、同シリーズのロボット同士でビーダユニットを交換して遊ぶことができる。
劇中には『爆外伝IV』と同じ容姿のキャラクターが多数登場するが、その役割や設定は一新されており『爆外伝IV』とストーリー上のつながりはない（ただし、漫画版とアニメ版放送終了後に発売されたゲーム『ファイナルメガチューン』で『爆外伝IV』のストーリーのことを語っており、同作からさらに未来の世界となったストーリーといえる）。

### スーパービーダマンシリーズ（1995 - 2001）
物語性重視の爆外伝シリーズと比べると、ビー玉発射能力などの競技性がより重視されているシリーズ。爆外伝シリーズと異なり、ビーダマンは人間の操る競技用の道具である場合が多い。後述のOS〜PIにかけてはホビー玩具最盛期でもあり、ミニ四駆やハイパーヨーヨーと並んでホビーブームの一翼を担ったとされる。公式競技では威力や連発速度などの、効率と合理性が重要になる場合が多く、人に向けて撃たないことを大前提に独自の改造が認められていた。それ以外に具体的な規則は無く、ルールも各大会によって大きく変化していたため、構成の変更や改造を施して最強の機体を造るというところに重点が置かれていた。『月刊コロコロコミック』においても毎月改造事例が紹介されていたが、中には製品に手を加えずとも、軽い補助を付けるだけでガラス瓶程度なら粉砕する威力になる危険な個体も存在する。改造例も、2000年代のホビー玩具のような「パーツ換装・カスタマイズ」といったものでなく、機体を切断し継ぎ接ぎするような、文字通りの「改造」であった。また、使用者の握力に直接比例して威力が上昇する（いわゆる締め撃ち）機構が多く存在することもこのシリーズの特徴である（後のシリーズでは、構造上締め撃ちが不可能であったり、可能であってもリミッターのようなものが付加されている場合が多い）。
1995年11月発売。外観は従来のボンバーマン型ビーダマンと変わらないが、「コンバートシステム」が採用され各部のパーツが容易に分解・交換ができるようになった。『爆外伝』ではアーマーにのみ搭載されていた連射機能がビーダマン単体に搭載され、各種パーツの装着で機能の強化が図れるようになり、競技性能が大幅に向上。発売からやや遅れて、漫画の連載も開始される。
一部の商品は、爆外伝シリーズのヨロイが装着できるほか、爆外伝シリーズのアーマーと組み合わせて遊ぶこともできる。また、競技性を持ちながら見栄え重視の組み換えも可能なヨロイ状のパーツも発売された。商品番号も爆外伝シリーズと共通であるほか、「作戦」（ビーダマンの競技ルールを指す）もPIシリーズまではスーパービーダマンと爆外伝の両方に掲載されているなど、このころはスーパービーダマンと爆外伝は完全には分離されていなかった。
OSギア
1996年12月発売。ビーダマンの本体にOS（オーバーシェル）ギアという強化外骨格を装着させることによって、さらなる機能強化が可能となった。このシリーズ以降、ボンバーマン型ではなく、メーカーおよび『爆球連発!!スーパービーダマン』の原作者今賀俊によるオリジナルデザインのビーダマンが主流となるが、OSシリーズではまだボンバーマン型との互換性は残っていた。スーパーボンバーマンシリーズの機体は基本的に同一の構造であり、追加パーツでカスタマイズを行うのが主流だったが、OSギア専用に開発されたOSビーダマンでは、独特の発射システムを持った機体も多く輩出された。
PIビーダマン
1998年3月発売。PIはプラグインの略。OSギアを廃し巨大化した分、より複雑な機構が組み込めるようになり、それぞれの機体コンセプトに合わせた様々な機構が発案された。その一方でボンバーマン型との互換性は完全に無くなった。一方でアダプタを用いることで従来のOSパーツの一部は使用可能。マガジンやトリガーをビーダマンに「挿入」するように取り付けることからプラグインの名前がある。このシリーズのころが人気の絶頂期で、新聞記事になったり（朝日新聞1998年4月6日朝刊11面）漫画は（番組内の1コーナーの形で）アニメ化を果たした。
アニメオリジナルシリーズ
アニメ版『爆球連発!!スーパービーダマン』において、主人公たちがOSビーダマンの入手前に使用していた旧型のビーダマン、という設定のシリーズ。デザインはボンバーマン型ではないオリジナルのもの。OSビーダマンの旧型という設定のため、ビーダマン本体のデザインは1種類のみで、カスタムパーツもスーパーボンバーマンからの流用である。スーパーボンバーマンより構造は合理化されており、組立てやすさや強度は向上している。玩具においてはOSギアの装着も可能。
このシリーズは『爆球連発!!スーパービーダマン』のアニメ化に伴い、ボンバーマン型ビーダマンが版権上の問題で使用することができないために登場することになった。また、後のバトルビーダマンゼロの素体がこの構造に酷似している。
PI-EXビーダマン
1999年7月発売。単に「EXビーダマン（エックス-）」とも。機構に強い個性がある反面、互換性に乏しかったPIシリーズの欠点を改良し、あらゆる部品を交換可能とすることを目指した。EXフレームと呼ばれる内骨格を中心に、EXヘッド、EXアーム、EXトリガー、EXコア、EXフットの各パーツで構成されており、これらのパーツをEXビーダマン同士で換装することができる。PIシステムの発展型であり、マガジンやトリガーなど一部パーツはPIとも互換性がある。また、ビーダマン本体に特定の別売りEXパーツを組み合わせることで「パーフェクトモード」となる販売形態が用いられた。EXフレーム各機体共通ランナーであり、今後頻繁に行われる共通ランナーを用いたシリーズ構成の先駆けとなった。
Rビーダマン
2000年7月発売。これ以降（E-Unitまで）はシリーズ全体の名称が「スーパービーダマンR」となっており、ロゴも若干変化している。構造が複雑過ぎた今までの反省から、完成品の販売、複雑な部品は組み立て済みにする、ネジ削減など、組み立てを徹底的に易しくして初心者の取り込みが図られた。独創性の高い（組立済みの）複雑な機構を輩出した一方で、パーツ間の互換性・カスタマイズ性は皆無であり、共通のカスタムパーツもバレルやマガジンのみである。ネジ削減のため「Rリベット」と呼ばれるプラスチック製のロックパーツが登場している。シリーズの後半になると、組立済み部分がほとんど無くなり、ネジも一切使わない、以降主流となる形式がほぼ完成された。
E-Unitシリーズ
2001年5月発売。PI-EXビーダマンのように互換性が復活した。コアユニットを核に、ヘッド、ブレスト、アーム、レッグの各ユニットをRリベットで接合しており、機体同士で換装が可能。従来のビーダマンではホールドパーツとトリガーが連動する機構が多かったことなどから、ホールドパーツ、トリガー、マガジン基部が一体化したコアユニットを採用することで、発射機構の独創性と互換性の両立を目指した。しかし、発売予定パーツを多数残してシリーズは終了する。本体も4機しか発売されなかった。
E-Unitシリーズが半ば打ち切り状態となったのは、人気の低下以外にも、「スーパービーダマン」の版権が自社のみのものでなかったこと、「新型は旧型より強い」というストーリーのパワーインフレを脱出するため、開発者の交代、子どもの世代交代、ホビーの流行の変化など、数多くの要因からシリーズを完全新規の対戦形式へ変更するための準備期間であったと考えられる。実際、バトルビーダマンの初期シリーズは大きさや印象こそ違えど、構造的にはEユニットシステムを引き継いだ物である。

### バトルビーダマン（2002 - 2005）
ベイブレードの人気を大きく受け、対戦重視で展開したビーダマン。互いに向かい合ってビーダマンに設置されたヒットポイントを撃ち合い、自機のヒットポイントにビー玉を命中されると負けになる「ディレクトヒットバトル（DHB）」をメインの競技に据えた。互いに打ち合って遊ぶため、安全性を考慮して初期は威力を上げるパーツはなく、締め打ちもできない構造になっていた他、照準を模したシールドで顔面がガードされるなどの工夫がこらされていた。スーパービーダマンの機構とアイディアを模した機体が多いが、独自改造は一切認められておらず、汎用性と威力が大きく抑えられている。スーパービーダマンよりも低年齢向けで、競技用の道具というよりも単純な玩具としての面が強い仕様となっている。シリーズ当初から『月刊コロコロコミック』に犬木栄治による漫画『B-伝説! バトルビーダマン』が連載され、後に同名でアニメ化された。アニメは2年目から第二シリーズ『B-伝説! バトルビーダマン 炎魂』が放映された。
DHBシリーズ
2002年3月21日発売。機体内にDHB用の機構を内蔵したため、従来の二頭身のビーダマンとは大きく異なるデザインとなった。競技がDHBに統一されたため、各機体毎の個性は外見とコア程度に留まっている。部品の結合にはRシリーズから継承されたRリベットが用いられている。R-EUnitシリーズで発売予定だったパーツが一部DHB用として発売されている。スーパービーダマンや爆外伝の箱に書かれていた「簡単組み立てEZキット」の文字は消えている。途中からプレジデントジャパンが開発に参加している。「サイトシールド&アタックポイント」を装着するとDHBが可能になる。また、これ以降しばらく公式競技から威力重視のものは消え、威力をあげるための独自改造も認められなかった。
リミテッドモデルシリーズ
2002年12月発売。OSシリーズの各ビーダマンの色と名前と部品構成を下記の通り変え
- ファイティングフェニックス（パワーウイング2、マルチトリガー2、OSギアパールホワイト無し）　18デルタブレイカー（パワータイプ）
- ワイルドワイバーン（OSギア用ショートバレル無し）　17バーニングアロー（連射タイプ）
- スタッグスフィンクス　21スピンウィザード（変化球タイプ）
- ケーニッヒケルベロス（OSギア用ショートバレル無し）　16ダブルガンナー（バランスタイプ）
- マスター攻略王スペシャルII（アローウイング無し）　22ソニックスナイパー（連射タイプ）
- ブルー（ホワイト、ブラック）ビーダマン+ロングバレル　24エアロストライカー（コントロールタイプ）

一律500円で復刻したシリーズ。機体一つに対し4種類の色違いが作られ、それらのうち1体がランダムに封入されている。
バトルビーダマンシリーズの一環として発売されたが、あくまでも復刻商品でありDHBシリーズやゼロシリーズとの互換性はない。
設定上は「DHB以外の競技に使用するために新たに開発された（DHBシリーズより）小型のビーダマン」となっている。
ゼロシリーズ
2003年7月17日発売。様々なアーマー（爆外伝シリーズでそう呼ばれた搭乗型のものではなく、ヨロイに近い装着型のもの）を素体ゼロに取り付けることによりカスタマイズを行う。意匠はずんぐりとしたDHBシリーズから、旧来の二頭身に戻っている。パーツは能力向上よりも着せ替え的要素が強く、素体ゼロの構造がアニメ版OSビーダマンに酷似しており、爆外伝系の人形玩具路線と競技玩具路線が合わさったシリーズと言える。素体ゼロはOSシリーズのようなシンプルな外見だが、構造は単純なため剛性は上がっている。ヒットポイントとサイトシールドの改良により、締め撃ちや強化パーツで発射威力を上げられるようになり、それに伴い漫画やアニメの影響もあってDHB以外の競技も多数登場するようになった。ただし、DHBアーマーを装着するとDHBシリーズと同じように対戦が可能になるが、このDHBアーマーがホールドパーツを覆うように設計されているため、DHBのみ締め撃ちができないよう工夫されている。マガジンなど一部のパーツはDHBシリーズと互換性がある。このシリーズのころ『ベイブレード』のアニメが終了し、跡を継ぐ形で『バトルビーダマン』のアニメが開始された。機構はスーパービーダマン時代の機構を単純化したものが多い。
ゼロ2シリーズ
2004年7月22日発売。ゼロは素体がすべて共通だったが、ゼロ2は素体を頭部とホールドパーツを含む胴部に分割することが可能で、素体自体もカスタイマイズできるようになった。それに伴いコアにもドライブコアやローラーコアなどが登場した。DHBへの対応もDHBコアで行われ、これを装着するとDHBシリーズ、ゼロシリーズと同じようにDHBが可能になる。このDHBコアも従来どおり、通常のコアとは違って締め撃ちができないようなつくりになっているため、DHBの安全性は保たれている。また、アーマーを含めゼロシリーズとほぼ完全に互換しており、DHBアーマーを用いてのDHBも可能である。
ゼロ2必殺球シリーズ
2004年12月下旬発売。アドバンスDHBコアを装着すると3回相手にヒットさせないと勝ちにならない「アドバンスDHB」が可能になる。ヒット回数は3回まで耐えられるようになった。ガラス球ではない変則的なビー玉「必殺球（ストライクショット）」が登場。ゼロ、ゼロ2シリーズとはほぼ完全に互換している。バトルビーダマンシリーズにおける機構はこのころが最も発達しており、ほとんどの機能はコアに集中していた。
カートリッジシリーズ
2005年7月21日発売。DHBユニットを装着するとDHBが可能になる。通常は単発のショットだが、カートリッジを装填すると二点射を行うことができる。これにより、ドライブ弾などの弾の装填方向が指定されているため実用的でなかった必殺球が、いつでも使用可能になった。また、カートリッジをホールドパーツの後ろに配する構造のため、機体が前後に長く大きい。ゼロシリーズとの互換はマガジンなどの一部パーツのみ。

### デジタルビーダマン
2005年11月24日発売。赤外線リモコンで操作するビーダマン。1996年7月に発売されたスーパーボンバーマンビーダマンシリーズのウイニングアーマーという有線操作型ビーダマンの進化系と言える。

### クラッシュビーダマン（2005 - 2006）
バトルビーダマンシリーズで主流だった直接対戦からコンセプトを変更して、相手側のタワーを崩す間接対戦を主としたシリーズへ移行した。それに伴い通し番号を001から振り直し、漫画・アニメも一新され、『爆球Hit! クラッシュビーダマン』のタイトルで『月刊コロコロコミック』に倉谷友也による漫画が連載。同時にアニメも放映された。
クラッシュビーダマンシリーズ
2005年12月31日発売。機構的な変化としては、指で押し出す棒状だったトリガーが銃のような引き金状になった点と、クラッシュウエポンと呼ばれる発射ユニットを両腕に取り付けられる点が上げられる。また機体は、バレル、コア、トリガーの3ブロック構造になっており、初めてバレルがシリーズを通して標準で機体の一部とされた。さらに言えばトリガー上部にはサーバーの役割を果たすレールが設けられており、本体がひとつあれば何も追加パーツが無くとも十分な性能が発揮できる。それに加えて、銃の引き金のような形状のトリガーゆえに片手撃ちがメインとなっており、競技全般で見ると片手撃ち有利の競技が多いことから、機能的にはかなり実用的な方面に打ち出された機体のシリーズと言える。また、アダプターパーツの使用によりバトルビーダマンのパーツが一部使用可能となっている。
クラッシュビーダマンSWSシリーズ
2006年7月発売。基本的構造やパーツ互換性はそのままに、本体のトリガーとクラッシュウエポンを連動させるギミック―SWS（シンクロウエポンシステム）―が追加されたシリーズ。このシンクロウエポンを間に挟むことで、SWSの機体同士を左右に合体させることが可能。また、トリガーの連結やサーバーの連動など、以前に比べ凝った機構のものも登場した。シンクロショットにおける発射抵抗の増大が問題視されたため、人差し指側のメイントリガーの他に、クラッシュビーダマン以外のビーダマンのように親指で押すサブトリガーが設けられ、この2つのトリガーを連動させることで握力の問題を解決しようとしている。

### メタルビーダマン（2007）
2007年7月発売。弾丸に標準で金属製の「メタルボール」（パチンコ玉よりわずかに大きい）を使用することと、パーツの脱着にマグネットを用いるのが特徴である。専用のターゲットにも磁石が埋め込まれており、命中するとその衝撃で跳ね上がる独特のアクションが売り。弾丸が小径のためビーダマン本体のサイズも小さく、したがって価格も従来よりやや安めに設定されている。キャラクター色が強く、再びビーダマンが人間の操るアイテムではなく、意思を持つ生命体の設定になった。リュウライ - ドクロンまでの商品の説明書には漫画が、それ以降には挿絵とストーリーが掲載されている。拡張パーツの販売も予定されていたが短命となり、4か月後の2007年11月に商品展開は終了した。

### クロスファイト ビーダマン（2010 - 2013）
システムを再び一新したシリーズ。全国の玩具店に設置された筐体「ガンガンシューティング B-太1号」にビーダマン本体に付されているカラーコードを読み込ませることにより、筐体の画面にビーダマンを登場させることができる。「B-太1号」で使用されるICカードは『メタルファイト ベイブレード』の「ガンガンスタジアム ベイ太1号」のカードと共通仕様になっており、ベイブレードとの相乗効果も狙っている。これまでに見られなかった機構としては「セーフティーパック」がある。これは、ビーダマンを宙に浮かした状態ではホールドパーツが矯正されず、ビー玉の威力が大幅に低下するという機構である。これにより、競技中はビーダマンを接地させることを半ば強制し安全性を高めている。
ペンビーシリーズ
2010年8月発売。本体デザインは『ペンギンの問題』の木下ベッカムがモチーフとなっている。再び「公式競技」が制定されるほか、ビーダマン本体に装備できる「ヨロイ」も発売されるなど、競技玩具と人形玩具を折衷した仕様となっている。ビーダマン本体の構造はスーパーボンバーマンシリーズと同様ごくシンプルであり、バレルやサーバーなどを接続する形でカスタマイズを行う。前述のヨロイは外観重視のドレスアップパーツである。
コアチェンジシステムシリーズ
2011年4月発売。本体の構造を大きく変更した新シリーズ。外見は再びロボット風に戻り、ヨロイは廃止された。ビー玉発射機構（コア）を交換することが可能になった。ペンビーシリーズのチューンナップギアを取り付けることも可能。B-太1号にも引き続き対応している。ほとんどの機構はコアに集中しており、頭・腕・脚のパーツはギミックよりも着せ替え的な要素が強い。以前の競技用ビーダマンシリーズから歳月が経ったこともあり、コアは過去のシリーズの機構をリメイクしたものが多い。
エンブレムチャージシリーズ
2012年9月発売。本体椀部に設けられたエンブレムに圧力をかける（エンブレムチャージ）ことで、いわゆる「締め撃ち」が可能となった。エンブレムチャージシステムのためコアと腕部には改良がくわえられたが、それ以外のパーツ構成や互換性はコアチェンジシステムを引き継いでいる。カラーコードは廃止されB-太1号には非対応となった。

## 商品
以下は通し番号が振られている一般販売商品を中心に記した。このほか、イベント限定販売・トイザらス限定販売の商品やセット商品、クリアカラーバージョンやメッキバージョンなども多数存在した。
| 初期（スーパーボンバーマン、爆外伝I-III、スーパービーダマン） | 初期（スーパーボンバーマン、爆外伝I-III、スーパービーダマン） | 初期（スーパーボンバーマン、爆外伝I-III、スーパービーダマン）                   | 初期（スーパーボンバーマン、爆外伝I-III、スーパービーダマン） |
| No                                                            | 種別                                                          | 商品名                                                                          |                                                               |
| ------------------------------------------------------------- | ------------------------------------------------------------- | ------------------------------------------------------------------------------- | ------------------------------------------------------------- |
| 1                                                             | スーパーボンバーマン                                          | しろボンバーマン                                                                |                                                               |
| 2                                                             | スーパーボンバーマン                                          | くろボンバーマン                                                                |                                                               |
| 3                                                             | スーパーボンバーマン                                          | あおボンバーマン                                                                |                                                               |
| 4                                                             | スーパーボンバーマン                                          | あかボンバーマン                                                                |                                                               |
| 5                                                             | スーパーボンバーマン                                          | みどりボンバーマン                                                              |                                                               |
| 6                                                             | スーパーボンバーマン2                                         | ゴールデンボンバーマン                                                          |                                                               |
| 7                                                             | スーパーボンバーマン2                                         | ピンクボンバーマン                                                              |                                                               |
| 8                                                             | スーパーボンバーマン2                                         | きいろボンバーマン                                                              |                                                               |
| 9                                                             | スーパーボンバーマン2                                         | きみどりボンバーマン                                                            |                                                               |
| 10                                                            | スーパーボンバーマン2                                         | オレンジボンバーマン                                                            |                                                               |
| 11                                                            | スーパーボンバーマン2                                         | むらさきボンバーマン                                                            |                                                               |
| 12                                                            | スーパーボンバーマン2                                         | こんボンヨロイ                                                                  |                                                               |
| 13                                                            | スーパーボンバーマン2                                         | プラズマボンバー                                                                |                                                               |
| 14                                                            | スーパーボンバーマン2                                         | ブレインボンバー                                                                |                                                               |
| 15                                                            | スーパーボンバーマン2                                         | プリティボンバー                                                                |                                                               |
| 16                                                            | スーパーボンバーマン2                                         | ゴーレムボンバー                                                                |                                                               |
| 17                                                            | スーパーボンバーマン2                                         | マグネットボンバー                                                              |                                                               |
| 18                                                            | 爆裂変形ボンバーマン                                          | バクレツくろボン                                                                |                                                               |
| 19                                                            | 爆裂変形ボンバーマン                                          | バクレツあおボン                                                                |                                                               |
| 20                                                            | スーパーボンバーマン2                                         | ファイヤーボンバーメイル                                                        |                                                               |
| 21                                                            | スーパーボンバーマン2                                         | アクアボンバーメイル                                                            |                                                               |
| 22                                                            | スーパーボンバーマン2                                         | サンダーボンバーメイル                                                          |                                                               |
| 23                                                            | スーパーボンバーマン2                                         | フレアボンバーアーマー                                                          |                                                               |
| 24                                                            | スーパーボンバーマン2                                         | ブリザードボンバーアーマー                                                      |                                                               |
| 25                                                            | スーパーボンバーマン2                                         | セイントボンバーメイル                                                          |                                                               |
| 26                                                            | スーパーボンバーマン2                                         | ダークボンバーメイル                                                            |                                                               |
| 27                                                            | スーパーボンバーマン2                                         | きんボンヨロイ                                                                  |                                                               |
| 28                                                            | スーパーボンバーマン2                                         | クリアピンクボンバー                                                            |                                                               |
| 29                                                            | スーパーボンバーマン2                                         | クリアブルーボンバー                                                            |                                                               |
| 30                                                            | スーパーボンバーマン2                                         | クリアオレンジボンバー                                                          |                                                               |
| 31                                                            | スーパーボンバーマン3                                         | ボンバーキッド                                                                  |                                                               |
| 32                                                            | スーパーボンバーマン3                                         | メタルボンバー                                                                  |                                                               |
| 33                                                            | スーパーボンバーマン3                                         | メキシカンボンバー                                                              |                                                               |
| 34                                                            | スーパーボンバーマン3                                         | クリアイエローボンバー                                                          |                                                               |
| 35                                                            | スーパーボンバーマン3                                         | クリアライムボンバー                                                            |                                                               |
| 36                                                            | スーパーボンバーマン3                                         | クリアパープルボンバー                                                          |                                                               |
| 37                                                            | スーパーボンバーマン3                                         | ガッタイダー                                                                    |                                                               |
| 38                                                            | ボンバーマン爆外伝                                            | ジャークメイル ケラトボンバーメイル                                             |                                                               |
| 39                                                            | ボンバーマン爆外伝                                            | ジャークメイル バットボンバーメイル                                             |                                                               |
| 40                                                            | ボンバーマン爆外伝                                            | ジャークメイル シーラボンバーメイル                                             |                                                               |
| 41                                                            | ボンバーマン爆外伝                                            | ウインダムメイル ハリケーンボンバーメイル                                       |                                                               |
| 42                                                            | ボンバーマン爆外伝                                            | ウインダムメイル トルネードボンバーメイル                                       |                                                               |
| 43                                                            | ボンバーマン爆外伝                                            | グリフォンメイル タイガーボンバーメイル                                         |                                                               |
| 44                                                            | ボンバーマン爆外伝                                            | グリフォンメイル ファルコンボンバーメイル                                       |                                                               |
| 45                                                            | ボンバーマン爆外伝                                            | グリフォンメイル ペガサスボンバーメイル                                         |                                                               |
| 46                                                            | ボンバーマン爆外伝                                            | スーパーボンバーアーマー ボンバーソアラー                                       |                                                               |
| 47                                                            | ボンバーマン爆外伝                                            | スーパーボンバーアーマー ボンバーダイバー                                       |                                                               |
| 48                                                            | ボンバーマン爆外伝                                            | スーパーボンバーアーマー ボンバーランダー                                       |                                                               |
| 49                                                            | ボンバーマン爆外伝                                            | スーパーボンバーアーマー                                                        |                                                               |
| 50                                                            | ボンバーマン爆外伝                                            | ガトリングアーマー                                                              |                                                               |
| 51                                                            | スーパービーダマン                                            | しろボンバーマン パワーウイング&ダブルトリガー                                  |                                                               |
| 52                                                            | スーパービーダマン                                            | くろボンバーマン サイトマガジン                                                 |                                                               |
| 53                                                            | スーパービーダマン                                            | あおボンバーマン ロングバレル                                                   |                                                               |
| 54                                                            | スーパービーダマン                                            | あかボンバーマン コースナビゲーター                                             |                                                               |
| 55                                                            | スーパービーダマン                                            | ゴールデンボンバーマン スピンボール                                             |                                                               |
| 56                                                            | スーパービーダマン                                            | JBA認定5種競技セット96                                                          |                                                               |
| 57                                                            | スーパードンキーコング                                        | ディディーコング                                                                |                                                               |
| 58                                                            | スーパービーダマン                                            | みどりボンバーマン クイックローディング                                         |                                                               |
| 59                                                            | ボンバーマン爆外伝                                            | ウインダムメイル サイクロンボンバーメイル                                       |                                                               |
| 60                                                            | スーパービーダマン                                            | きいろボンバーマン スコープヘッド                                               |                                                               |
| 61                                                            | ボンバーマン爆外伝II                                          | 炎のメイル レオボンバーメイル                                                   |                                                               |
| 62                                                            | ボンバーマン爆外伝II                                          | 炎のメイル シャークボンバーメイル                                               |                                                               |
| 63                                                            | ボンバーマン爆外伝II                                          | 炎のメイル イーグルボンバーメイル                                               |                                                               |
| 64                                                            | スーパービーダマン                                            | こんボンバーマン ハイアングルスペシャル                                         |                                                               |
| 65                                                            | ボンバーマン爆外伝II                                          | ネオジャークメイル ボンバーグレート                                             |                                                               |
| 66                                                            | ボンバーマン爆外伝II                                          | ネオジャークメイル ボンバーバズーカ                                             |                                                               |
| 67                                                            | ボンバーマン爆外伝II                                          | ネオジャークメイル ジェットボンバー                                             |                                                               |
| 68                                                            | スーパービーダマン                                            | オレンジボンバーマン リターンスペシャル                                         |                                                               |
| 69                                                            | スーパービーダマン                                            | ウイニングアーマー みずいろボンバーマン                                         |                                                               |
| 70                                                            | スーパービーダマン                                            | ウイニングアーマー むらさきボンバーマン                                         |                                                               |
| 71                                                            | ボンバーマン爆外伝II                                          | 風のローダー ユニコーンボンバーローダー                                         |                                                               |
| 72                                                            | ボンバーマン爆外伝II                                          | 地のローダー フェニックスボンバーローダー                                       |                                                               |
| 73                                                            | ボンバーマン爆外伝II                                          | 地のローダー モールボンバーローダー                                             |                                                               |
| 74                                                            | スーパービーダマン                                            | フロストシルバーボンバーマン マスター攻略王スペシャル                           |                                                               |
| 75                                                            | ボンバーマン爆外伝II                                          | 光のアーマー                                                                    |                                                               |
| 76                                                            | ボンバーマン爆外伝II                                          | 闇のアーマー                                                                    |                                                               |
| 77                                                            | ボンバーマン爆外伝II                                          | 水のメイル ウルフボンバーメイル                                                 |                                                               |
| 78                                                            | スーパービーダマン                                            | はいいろボンバーマン 5種競技セット97                                            |                                                               |
| 79                                                            | スーパービーダマン                                            | タマゴスペシャル ファイティングフェニックス                                     |                                                               |
| 80                                                            | スーパービーダマン                                            | ベーシックしろボンバーマン                                                      |                                                               |
| 81                                                            | スーパービーダマン                                            | ベーシックくろボンバーマン                                                      |                                                               |
| 82                                                            | ボンバーマン爆外伝II                                          | 水のメイル リノボンバーメイル                                                   |                                                               |
| 83                                                            | ボンバーマン爆外伝II                                          | 水のメイル オックスボンバーメイル                                               |                                                               |
| 84                                                            | スーパービーダマンOSギア                                      | スナイパースペシャル クリアみどりボンバーマン                                   |                                                               |
| 85                                                            | スーパービーダマン                                            | ベーシックあおボンバーマン                                                      |                                                               |
| 86                                                            | Bビーダマン爆外伝II                                           | 焔のメイル ゴールドレオボンバーメイル                                           |                                                               |
| 87                                                            | Bビーダマン爆外伝III                                          | ガイアボンバーファイター                                                        |                                                               |
| 88                                                            | Bビーダマン爆外伝III                                          | ボンバーファイター TYPE-90                                                      |                                                               |
| 89                                                            | Bビーダマン爆外伝III                                          | ビーダマン3体セットI                                                            |                                                               |
| 90                                                            | スーパービーダマンOSギア                                      | ガンマスペシャル ワイルドワイバーン                                             |                                                               |
| 91                                                            | Bビーダマン爆外伝III                                          | フィルマボンバーファイター                                                      |                                                               |
| 92                                                            | Bビーダマン爆外伝III                                          | タイトニングボンバーアタッカー                                                  |                                                               |
| 93                                                            | Bビーダマン爆外伝III                                          | ビーダマン3体セットII                                                           |                                                               |
| 94                                                            | スーパービーダマンOSギア                                      | サラースペシャル スタッグスフィンクス                                           |                                                               |
| 95                                                            | スーパービーダマン                                            | JBA認定バトルロングブリッジ                                                     |                                                               |
| 96                                                            | Bビーダマン爆外伝III                                          | ハデスボンバーファイター                                                        |                                                               |
| 97                                                            | Bビーダマン爆外伝III                                          | ボンバーファイター TYPE-99                                                      |                                                               |
| 98                                                            | Bビーダマン爆外伝III                                          | アクアボンバーボンバー                                                          |                                                               |
| 99                                                            | Bビーダマン爆外伝III                                          | フレイムボンバーボンバー                                                        |                                                               |
| 100                                                           | Bビーダマン爆外伝III                                          | シューティングフィールド バトロク                                               |                                                               |
| 101                                                           | Bビーダマン爆外伝III                                          | バスターボンバーアタッカー                                                      |                                                               |
| 102                                                           | スーパービーダマンOSギア                                      | マスター攻略王スペシャルII                                                      |                                                               |
| 103                                                           | スーパービーダマン                                            | JBA認定5種競技セット98                                                          |                                                               |
| 104                                                           | Bビーダマン爆外伝III                                          | ビーダマン3体セットIII                                                          |                                                               |
| 105                                                           | Bビーダマン爆外伝III                                          | ランバーボンバーファイター                                                      |                                                               |
| 106                                                           | Bビーダマン爆外伝III                                          | ガイアボンバーファイター コスモバージョン                                       |                                                               |
| 107                                                           | Bビーダマン爆外伝III                                          | ハデスボンバーファイター コスモバージョン                                       |                                                               |
| 108                                                           | Bビーダマン爆外伝III                                          | シャインボンバーフォートレス                                                    |                                                               |
| 109                                                           | スーパービーダマンOSギア                                      | 北条スペシャル ユンカーユニコーン                                               |                                                               |
| 110                                                           | Bビーダマン爆外伝III                                          | ソイルボンバーファイター                                                        |                                                               |
| 111                                                           | Bビーダマン爆外伝III                                          | ボンバーファイター TYPE-ZERO                                                    |                                                               |
| 112                                                           | スーパービーダマンOSギア                                      | 伊集院スペシャル ケーニッヒケルベロス                                           |                                                               |
| 113                                                           | スーパービーダマンOSギア                                      | Dr.タマノスペシャル                                                             |                                                               |
| 114                                                           | PIビーダマン                                                  | タマゴスペシャル バトルフェニックス                                             |                                                               |
| 115                                                           | PIビーダマン                                                  | 早乙女スペシャル アイアンサイクロプス                                           |                                                               |
| 116                                                           | PIビーダマン                                                  | JBAプロト01                                                                     |                                                               |
| 117                                                           | PIビーダマン                                                  | ビリースペシャル ブラストグリフォン                                             |                                                               |
| 118                                                           | PIビーダマン                                                  | ガンマスペシャル バリアントワイバーン                                           |                                                               |
| 119                                                           | PIビーダマン                                                  | JBA認定シューティングサッカー'98                                                |                                                               |
| 120                                                           | PIビーダマン                                                  | カイトスペシャル ノーチラスポセイドン                                           |                                                               |
| 121                                                           | PIビーダマン                                                  | JBA認定シューティングゴルフ'99                                                  |                                                               |
| 122                                                           | PIビーダマン                                                  | 猫丸スペシャル ハンティングリンクス                                             |                                                               |
| 123                                                           | PIビーダマン                                                  | サラースペシャル スタッグケルベロス                                             |                                                               |
| 124                                                           | スーパービーダマン                                            | ホワイトビーダマン                                                              |                                                               |
| 125                                                           | スーパービーダマン                                            | ブラックビーダマン                                                              |                                                               |
| 126                                                           | スーパービーダマン                                            | ブルービーダマン                                                                |                                                               |
| 127                                                           | PIビーダマン                                                  | マスター攻略王スペシャルIII                                                     |                                                               |
| 128                                                           | PIビーダマン                                                  | トキオスペシャル バーニングアトラス                                             |                                                               |
| 129                                                           | EXビーダマン                                                  | コンバットフェニックス                                                          |                                                               |
| 130                                                           | EXビーダマン                                                  | JBA-EX01                                                                        |                                                               |
| 131                                                           | EXビーダマン                                                  | シューティングベースボール                                                      |                                                               |
| 132                                                           | EXビーダマン                                                  | ギガサラマンダー                                                                |                                                               |
| 133                                                           | EXビーダマン                                                  | EXシャドウボム                                                                  |                                                               |
| 134                                                           | EXビーダマン                                                  | クールヘリオス                                                                  |                                                               |
| 135                                                           | EXビーダマン                                                  | スプレッドワイバーン                                                            |                                                               |
| 136                                                           | EXビーダマン                                                  | シューティングバスケット                                                        |                                                               |
| 137                                                           | EXビーダマン                                                  | クリムゾンギガント                                                              |                                                               |
| 138                                                           | EXビーダマン                                                  | ファントムイーグル                                                              |                                                               |
| 139                                                           | EXビーダマン                                                  | ファントムレオン                                                                |                                                               |
| 140                                                           | EXビーダマン                                                  | ブレードオロチ                                                                  |                                                               |
| 141                                                           | Rビーダマン                                                   | ガーディアンフェニックス                                                        |                                                               |
| 142                                                           | Rビーダマン                                                   | ストライカージェミニ                                                            |                                                               |
| 143                                                           | Rビーダマン                                                   | ガーディアンフェニックス 完成モデル                                             |                                                               |
| 144                                                           | Rビーダマン                                                   | ストライカージェミニ 完成モデル                                                 |                                                               |
| 145                                                           | Rビーダマン                                                   | バトルスターターセット                                                          |                                                               |
| 146                                                           | Rビーダマン                                                   | ガーディアンフェニックス パーフェクト競技セット                                 |                                                               |
| 147                                                           | Rビーダマン                                                   | エターナルエクリプス                                                            |                                                               |
| 148                                                           | Rビーダマン                                                   | バーストオライオン                                                              |                                                               |
| 149                                                           | Rビーダマン                                                   | スピーダーフェニックス                                                          |                                                               |
| 150                                                           | Rビーダマン                                                   | ギャラクシーフォートレス                                                        |                                                               |
| 151                                                           | Rビーダマン                                                   | Rビーダマン超発射コレクション                                                   |                                                               |
| 152                                                           | Rビーダマン                                                   | フラッシュワイバーン                                                            |                                                               |
| 153                                                           | Rビーダマン                                                   | フラッシュワイバーン 激連射エディション                                         |                                                               |
| 154                                                           | Rビーダマン                                                   | フラッシュワイバーン 完成モデル                                                 |                                                               |
| 155                                                           | Rビーダマン                                                   | パワードスフィンクス                                                            |                                                               |
| 156                                                           | Rビーダマン                                                   | ハンマージェミニ                                                                |                                                               |
| 157                                                           | Eunit                                                         | ミラージュイーグル                                                              |                                                               |
| 158                                                           | Eunit                                                         | バンガードフェニックス                                                          |                                                               |
| 159                                                           | Eunit                                                         | スティンガースコーピアス                                                        |                                                               |
| 160                                                           | Eunit                                                         | スマッシュフェニックス                                                          |                                                               |
| パーツ                                                        |                                                               |                                                                                 |                                                               |
| P-01                                                          | スーパービーダマン                                            | メタリックボディ ゴールド                                                       |                                                               |
| P-02                                                          | スーパービーダマン                                            | メタリックボディ シルバー                                                       |                                                               |
| P-03                                                          | スーパービーダマン                                            | ヘビィウェイトフット ゴールド                                                   |                                                               |
| P-04                                                          | スーパービーダマン                                            | ヘビィウェイトフット シルバー                                                   |                                                               |
| P-05                                                          | スーパービーダマン                                            | ジャイアントボム ブルーメタリック                                               |                                                               |
| P-06                                                          | スーパービーダマン                                            | ジャイアントボム プラボールタイプ グリーンメタリック                            |                                                               |
| P-07                                                          | スーパービーダマン                                            | ジャイアントボム バイオレットメタリック                                         |                                                               |
| P-08                                                          | スーパービーダマン                                            | メタリックボディ ブラック                                                       |                                                               |
| P-09                                                          | スーパービーダマン                                            | メタリックボディ ブルー                                                         |                                                               |
| P-10                                                          | スーパービーダマン                                            | スーパーボールシューター ブルー                                                 |                                                               |
| P-11                                                          | スーパービーダマン                                            | スーパーボールシューター グリーン                                               |                                                               |
| P-12                                                          | スーパービーダマン                                            | スーパーボールシューター バイオレット                                           |                                                               |
| P-13                                                          | スーパービーダマン                                            | OSギア                                                                          |                                                               |
| P-14                                                          | スーパービーダマン                                            | レーザーサイト                                                                  |                                                               |
| P-15                                                          | スーパービーダマン                                            | マガジンサイト2                                                                 |                                                               |
| P-16                                                          | スーパービーダマン                                            | ロングバレル2                                                                   |                                                               |
| P-17                                                          | スーパービーダマン                                            | アルミローラーシューター                                                        |                                                               |
| P-18                                                          | スーパービーダマン                                            | しめ打ちショートバレル&スパイクフット                                           |                                                               |
| P-19                                                          | スーパービーダマン                                            | クイックローディングマガジン                                                    |                                                               |
| P-20                                                          | ボンバーマン爆外伝II                                          | 伝説の龍鎧 シャインドラゴンメイル                                               |                                                               |
| P-21                                                          | ボンバーマン爆外伝II                                          | 伝説の龍鎧 ガイアドラゴンメイル                                                 |                                                               |
| P-22                                                          | ボンバーマン爆外伝II                                          | 伝説の龍鎧 ウェイブドラゴンメイル                                               |                                                               |
| P-23                                                          | スーパービーダマン                                            | OSギア ゴールド                                                                 |                                                               |
| P-24B                                                         | ビーダマン爆外伝III                                           | スカイボンバーユニットI                                                         |                                                               |
| P-25B                                                         | ビーダマン爆外伝III                                           | スカイボンバーユニットII                                                        |                                                               |
| P-26                                                          | スーパービーダマン                                            | スピードローダーマガジン ブラック                                               |                                                               |
| P-27                                                          | スーパービーダマン                                            | スピードローダーマガジン ブルー                                                 |                                                               |
| P-28                                                          | スーパービーダマン                                            | OSギア ブラッククリア                                                           |                                                               |
| P-29                                                          | スーパービーダマン                                            | OSギア イエロークリア                                                           |                                                               |
| P-30B                                                         | ビーダマン爆外伝III                                           | ランドボンバーユニットI                                                         |                                                               |
| P-31B                                                         | ビーダマン爆外伝III                                           | ランドボンバーユニットII                                                        |                                                               |
| P-32                                                          | スーパービーダマン                                            | ドレスアップステッカーセットA                                                   |                                                               |
| P-33                                                          | スーパービーダマン                                            | ドレスアップステッカーセットB                                                   |                                                               |
| P-34B                                                         | ビーダマン爆外伝III                                           | コスモボンバーユニットI                                                         |                                                               |
| P-35B                                                         | ビーダマン爆外伝III                                           | コスモボンバーユニットII                                                        |                                                               |
| P-36                                                          | OSパーツ                                                      | スピードトリガー                                                                |                                                               |
| P-37                                                          | OSパーツ                                                      | パワートリガー                                                                  |                                                               |
| P-38                                                          | OSパーツ                                                      | トルネードサーバー                                                              |                                                               |
| P-39                                                          | OSパーツ                                                      | システムマガジン                                                                |                                                               |
| P-40                                                          | OSパーツ                                                      | システムバレル                                                                  |                                                               |
| P-41                                                          | PIパーツ                                                      | ストレートマガジン10                                                            |                                                               |
| P-42                                                          | PIパーツ                                                      | 2ウェイロングバレル                                                             |                                                               |
| P-43                                                          | PIパーツ                                                      | OSアダプター                                                                    |                                                               |
| P-44                                                          | PIパーツ                                                      | システムマガジン 水色クリア                                                     |                                                               |
| P-45                                                          | PIパーツ                                                      | システムバレル ムラサキクリア                                                   |                                                               |
| P-46                                                          | PIパーツ                                                      | ツインアルミトリガー                                                            |                                                               |
| P-47                                                          | PIパーツ                                                      | メタルステー75                                                                  |                                                               |
| P-48                                                          | PIパーツ                                                      | カウンターウェイト70                                                            |                                                               |
| P-49                                                          | PIパーツ                                                      | ビーダマチャージャー                                                            |                                                               |
| P-50                                                          | PIパーツ                                                      | PIドレスアップステッカー                                                        |                                                               |
| P-51                                                          | PIパーツ                                                      | ストレートマガジン10 みどりクリア                                               |                                                               |
| P-52                                                          | PIパーツ                                                      | パワートリガー2                                                                 |                                                               |
| P-53                                                          | PIパーツ                                                      | 2ウェイロングバレル レッドクリア                                                |                                                               |
| P-54                                                          | PIパーツ                                                      | バレルグリップ                                                                  |                                                               |
| P-55                                                          | PIパーツ                                                      | レーザーサイト2                                                                 |                                                               |
| P-56                                                          | PIパーツ                                                      | ダブルマガジンアダプター                                                        |                                                               |
| P-57                                                          | PIパーツ                                                      | チューンナップパーツセット                                                      |                                                               |
| P-58                                                          | PIパーツ                                                      | ストレートマガジン10 クリアオレンジ                                             |                                                               |
| P-59                                                          | PIパーツ                                                      | 2ウェイロングバレル ブラック                                                    |                                                               |
| P-60                                                          | PIパーツ                                                      | ヘリカルマガジン                                                                |                                                               |
| P-61                                                          | PIパーツ                                                      | ビーダープロテクター                                                            |                                                               |
| P-62                                                          | PIパーツ                                                      | バーストトリガー                                                                |                                                               |
| P-63                                                          | PIパーツ                                                      | トルネードサーバー2                                                             |                                                               |
| P-64                                                          | EXパーツ                                                      | EXプレートマガジン                                                              |                                                               |
| P-65                                                          | EXパーツ                                                      | EXステーバレル                                                                  |                                                               |
| P-66                                                          | EXパーツ                                                      | EXメガキャノンウイング                                                          |                                                               |
| P-67                                                          | EXパーツ                                                      | EXコア ラウンドクロウズ                                                         |                                                               |
| P-68                                                          | EXパーツ                                                      | EXローラートリガー                                                              |                                                               |
| P-69                                                          | EXパーツ                                                      | ギガバーストシステム                                                            |                                                               |
| P-70                                                          | EXパーツ                                                      | EXプレートマガジン グリーンクリア                                               |                                                               |
| P-71                                                          | EXパーツ                                                      | スマッシュトリガー                                                              |                                                               |
| P-72                                                          | EXパーツ                                                      | EXヘビーフレーム                                                                |                                                               |
| P-73                                                          | EXパーツ                                                      | ショートストロークシステム                                                      |                                                               |
| P-74                                                          | EXパーツ                                                      | EXステーバレル ムラサキクリア                                                   |                                                               |
| P-75                                                          | EXパーツ                                                      | EXバーストトリガー                                                              |                                                               |
| P-76                                                          | EXパーツ                                                      | ガングリップトリガー                                                            |                                                               |
| P-77                                                          | EXパーツ                                                      | EXローラートリガー スモーク                                                     |                                                               |
| P-78                                                          | Rパーツ                                                       | アールマガジン                                                                  |                                                               |
| P-79                                                          | Rパーツ                                                       | アールバレル                                                                    |                                                               |
| P-80                                                          | Rパーツ                                                       | 激パーツ モータートルネードサーバー                                             |                                                               |
| P-81                                                          | Rパーツ                                                       | 激パーツ ガーディアンフェニックス専用 スピーダーシステム                        |                                                               |
| P-82                                                          | Rパーツ                                                       | アールマガジン ブラック                                                         |                                                               |
| P-83                                                          | Rパーツ                                                       | 激パーツ メタルウイング（ガーディアンフェニックス・スピーダーフェニックス専用） |                                                               |
| P-84                                                          | Eunitパーツ                                                   | パワーブレードアーム                                                            |                                                               |
| P-85                                                          | Eunitパーツ                                                   | イーユニットバレル                                                              |                                                               |
| P-86                                                          | Eunitパーツ                                                   | パワートリガーコア                                                              |                                                               |
| P-87                                                          | Eunitパーツ                                                   | バスターキャノンアーム                                                          |                                                               |
| P-88                                                          | Eunitパーツ                                                   | ターレットフット                                                                |                                                               |
| P-89                                                          | Eunitパーツ                                                   | イーユニットマガジン                                                            |                                                               |
| P-90                                                          | Eunitパーツ                                                   | スマッシュトリガーコア                                                          |                                                               |

### 爆外伝（第4期）
| ビーダアーマー   | ビーダアーマー                      | ビーダアーマー | ビーダアーマー |
| No               | 商品名                              |                |                |
| ---------------- | ----------------------------------- | -------------- | -------------- |
| A-01             | ホワイトゲイル                      |                |                |
| A-02             | ブルースナイパー                    |                |                |
| A-03             | 鋼蒼竜（はがねそうりゅう）          |                |                |
| A-04             | レッドバスター                      |                |                |
| A-05             | イエローシューター                  |                |                |
| A-06             | ホワイトゲイルII                    |                |                |
| A-07             | 銕白虎（くろがねびゃっこ）          |                |                |
| A-08             | ブラッククラスター                  |                |                |
| A-09             | ホワイトブロス                      |                |                |
| A-10             | イエロークラッシャー                |                |                |
| A-11             | フレアードラゴン                    |                |                |
| A-12             | 翼朱雀（つばさすざく）              |                |                |
| A-13             | ブルーブレイバー                    |                |                |
| A-14             | ブラックデバスター                  |                |                |
| A-15             | 鎧玄武（よろいげんぶ）              |                |                |
| A-16             | ブリザードエビル                    |                |                |
| A-17             | ホワイトブロス 限定メッキバージョン |                |                |
| A-18             | セイントドラゴン                    |                |                |
| カプセルビークル |                                     |                |                |
| AV-01            | スカイセイバー ホワイト             |                |                |
| AV-02            | スカイセイバー イエロー             |                |                |
| AV-03            | ロードファルコン ブラック           |                |                |
| AV-04            | ロードファルコン ブルー             |                |                |
| AV-05            | ツインドリラー イエロー             |                |                |
| AV-06            | ツインドリラー ブラック             |                |                |
| AV-07            | スカイウイング ホワイト             |                |                |
| AV-08            | スカイウイング ブルー               |                |                |

周辺商品
- B-01 キャラビーダマン しろボン
- B-02 キャラビーダマン あおボン
- B-03 キャラビーダマン きいろボン
- B-04 ブラックガトリンガー
- B-05 ホワイトボンバーアーマー
- B-06 ブルーボンバーアーマー
- B-07 キャラビーダマン くろボン
- B-08 キャラビーダマン あかボン
- B-09 キャラビーダマン メイルしろボン
- B-10 キャラビーダマン メイルあおボン
- B-11 ピンポンシューター ホワイトブロスDX
- B-12 キャラビーダマン メイルくろボン
- B-13 ピンポンシューター ブラックデバスターDX
- ターゲットブロッカー

爆外伝コレクション
- C-01 ホワイトゲイル
- C-02 ブルースナイパー
- C-03 イエローシューター
- C-04 レッドバスター
- C-05 しろボン
- C-06 あおボン
- C-07 くろボン
- C-08 あかボン
- C-09 きいろボン
- C-10 ルイルイ

### 爆外伝V
Vビーダアーマー
- VA-01 ジークホワイター
- VA-02 ソニックブルード
- VA-03 ダイブレッダー
- VA-04 デビルブライスター
- VA-05 カーゴイエーガー
- VA-06 ナイトブラッカー
- VA-07 ウイングレット
- VA-08 グラングリーバー
- VA-09 デビルホーネット
- VA-10 オーガビット
- VA-11 デビルポセイドン
- VA-12 レーザーホワイター vs ブラックブライスター
- VA-13 クリスホワイター
- VA-14 クリスブルード
- VA-15 ウェイブレット
- VA-16 クリスグリーバー
- VA-17 クリスブラッカー
- VA-18 ビーダキャリバー
- VA-19 デビルトライデント

周辺商品
- VB-01 キャラビーダマン メイルスーツ しろボン
- VB-02 キャラビーダマン メイルスーツ あおボン
- VB-03 キャラビーダマン メイルスーツ あかボン
- VB-04 ピンポンシューター ジークホワイターDX
- VB-05 ピンポンシューター ソニックブルードDX
- VB-06 キャラビーダマン メイルスーツ きいろボン
- VB-07 キャラビーダマン メイルスーツ くろボン
- VB-08 キャラビーダマン メイルスーツ みどりボン

ビーダマンポケット
- VP-01 ジークホワイター
- VP-02 ソニックブルード
- VP-03 ダイブレッダー
- VP-04 デビルブライスター
- VP-05 カーゴイエーガー
- VP-06 ナイトブラッカー
- VP-07 グラングリーバー
- VP-08 デビルホーネット

### バトルビーダマン
- 01 コバルトソード
- 02 クロムランサー
- 03 バトルフィールド
- 04 コバルトソードバトルモードセット
- 05 ヘリオダッガー
- 06 バトルビーダマン対戦セット
- 07 アイアンEG
- 08 蒼神龍
- 09 紅聖龍
- 10 蒼神龍バトルモードセット
- 11 ライノグレイブ
- 12 コバルトソードスペシャルモードセット
- 13 アイアンAZ
- 14 バトルビーダマンバトルコロシアムセット
- 15 シュレッドカイザー
- 16 ダブルガンナー（リミテッドモデル）
- 17 バーニングアロー（リミテッドモデル）
- 18 デルタブレイカー（リミテッドモデル）
- 19 コバルトガイスト
- 20 ライノキャノン
- 21 スピンウィザード（リミテッドモデル）
- 22 ソニックスナイパー（リミテッドモデル）
- 23 ガネットビーク
- 24 エアロストライカー（リミテッドモデル）

ここからゼロシリーズ
- 25 コバルトブレード
- 26 ビーダマンゼロ
- 27 DHBアーマー
- 28 プロトワンアーマー
- 29 JBAゼロバトルセット
- 30 クロムゼファー
- 31 爆蒼龍
- 32 翼影丸アーマー
- 33 JBAゼロバトルセット2
- 34 ブラッディカイザー
- 35 スーパー5大フィールド
- 36 ビーダマンゼロカラータイプ2
- 37 列紅龍アーマー
- 38 ステルスブレードアーマー
- 39 アクアゼファーアーマー
- 40 ゼロカスタマイズセット
- 41 コバルトブレードアニメバージョン
- 42 ナイトキャバリー
- 43 ジェネラルワンアーマー
- 44 DHBアーマーブラックバージョン（アドバンスドアーマー）
- 45 ペットボトルマガジン
- 46 ビーダマンツールボックス
- 47 ヘリオブレイカー
- 48 ブーストマグナムアーマー（アドバンスドアーマー）
- 49 DHBアーマー専用ワイドサーバー（アドバンスドアーマー）
- 50 鳳凰丸
- 51 ウィングカイザーアーマー
- 52 アクセルレオン
- 53 マガジンブレイカーアーマー
- 54 アイアンスタビライザー（アドバンスドアーマー）
- 55 ターゲットバグ
- 56 スーパー5大フィールドアニメバージョン
- 57 シールドギガ
- 58 シャドウバスターアーマー
- 59 スーパーDHBアーマー・コバルトブレード
- 60 スーパーDHBアーマー・クロムゼファー
- 61 ドラゴゲイル
- 62 スコープヘッド（アドバンスドアーマー）
- 63 ゼロカスタマイズセット2
- 64 ブラックナイト
- 65 ゼロバトルターゲット
- 66 ゼロバトルフィールド

ここからゼロ2シリーズ
- 67 コバルトセイバー
- 68 ブレイジングカイザー
- 69 ビーダマンゼロ2バランスタイプ
- 70 プロトツーアーマー
- 71 DHBコアブルーバージョン
- 72 DHBコアブラックバージョン
- 73 クロムレヴァン
- 74 DHBアーマー・DHBコア専用バトルマガジン&グリップ
- 75 蒼龍王
- 76 紅龍王
- 77 セイバーローダーマガジン
- 78 セイバーバレル
- 79 翼刃丸
- 80 メガディアブロス
- 81 ロードキャバリー
- 82 スーパーアルティメットシューティング
- 83 クロムレヴァンDXカスタマイズセット

ここからゼロ2必殺球シリーズ
- 84 コバルトセイバーファイアー
- 85 ギルスコーピオン
- 86 必殺球トライセット
- 87 必殺球vol.1　ドライブ弾&ランダム弾
- 88 クロムレヴァンサイクロン
- 89 ブレイクオーガ
- 90 カスタムターゲットセット
- 91 必殺球vol.2 スピード弾&メタル弾
- 92 リボルバーハデス
- 93 DHBアドバンスコアホワイトバージョン
- 94 DHBアドバンスアーマーブルーバージョン
- 95 ペットボトルマガジン2
- 96 ゼロバトルターゲット2
- 97 リボルバーハデスバトルモードセット
- 98 ウィナーズバトルコロシアム
- 99 剛大牙
- 100 変化球コアファイアーバージョン
- 101 パワートリガーサイクロンバージョン
- 102 剛大牙VS超龍王スペシャルセット
- 103 必殺球vol.3　ステルス弾&スパイク弾
- 104 インパクトシャーク
- 105 必殺球vol.4 インパクト弾&分身弾

ここからカートリッジシリーズ
- 106 コバルトブラスター
- 107 クロムハリアー
- 108 DHBユニット
- 109 システムマガジン
- 110 システムバレル
- 111 ゼロアダプター
- 112 コバルトブラスタースペシャルセット
- 113 ヴァリアブルカイザー
- 114 ダブルグリップ
- 115 可変スタビライザー
- 116 彗星龍
- 117 流星龍
- 118 カートリッジ連射トリガー
- 119 コバルトブラスターカートリッジ連射エディション
- 120 必殺球カートリッジvol.1 ステルスドライブ弾&メタルスパイク弾
- 121 ガトリングハデス
- 122 ローリングフット
- 123 ガトリングハデススペシャルセット

ここからデジタルビーダマンシリーズ
- 124 コバルトブラスタードライブキャノン
- 125 デストロイドドラゴン
- 126 デジタルビーダマン対戦セット

＊ここからパーツ
- P-01 サイトシールド&アタックポイント
- P-02 バトルマガジン
- P-03 バトルグリップ
- P-04 ローラーフット
- P-05 ラバーパッドトリガー
- P-06 アタックポイントバレル
- P-07 シューティングローラーコア
- P-08 ワイドサーバー
- P-09 サイトシールド&アタックポイントブルークリア
- P-10 スタビライザーアーム
- P-11 バトルマガジンブラック
- P-12 ドライブショットコア
- P-13 ワイドサーバーブルー

### クラッシュビーダマン
- 001 マグナムイフリート
- 002 ブリッツガルーダ
- 003 バルタウロス
- 004 グレネードショット
- 005 トリプルランチャー
- 006 ローディングマガジン
- 007 パワーロングバレル
- 008 アダプターバレル&サーバー
- 009 クラッシュタワー
- 010 マグナムイフリートスターターキット
- 011 クラッシュタワーバトルセット
- 012 クラッシュバレットSHOT.1 98口径弾セット
- 013 シュトロムグリフォン
- 014 ワイドキャノン
- 015 トライポッド
- 016 レイヴペガサス
- 017 シェイドワイバーン
- 018 リロードランチャー
- 019 スコープサーバー
- 020 5大クラッシュアリーナ
- 021 クラッシュバレットSHOT.2 67口径弾セット
- 022 イーブルリヴァイオス
- 023 パンツァーファウスト
- 024 クラッシュカスタムキット
- 025 アイアンオーディン
- 026 トリックキャノン

以下S.W.Sシリーズ
- 027 ジャスティスイフリート
- 028 マッハガルーダ
- 029 ビートランチャー
- 030 タクティカルショット
- 031 シンクロウエポンシステムトライセット
- 032 アサルトタウロス
- 033 メガグレネード
- 034 シンクロサーバー
- 035 マッハガルーダ超連射セット
- 036 シャイニングペガサス
- 037 リフレクトワイバーン
- 038 オメガバハムート
- 039 エクリプスドラゴン シャイニングペガサス&リフレクトワイバーン コンプリートセット
- 040 ファイナルバトルボックス

### メタルビーダマン
- 01 リュウライ
- 02 ザフカ
- 03 ガイオ
- 04 ツノマル
- 05 デュラン
- 06 ドクロン
- 07 マグネターゲット&メタルボール
- 08 5種マグネプレイセット
- 09 イグルス
- 10 レオジャ
- 11 ソニックワイバーン
- 12 メテオワイバーン 爆連射セット
- 13 メタルボール

### クロスファイトビーダマン
- BM-01 スターター ペンビーブルー
- BM-02 スターター ペンビーレッド
- BM-03 スターター ペンビーグリーン
- BM-04 勇者ペンビーブルーDXセット
- BM-05 サターンペンビーブラックDXセット
- BM-06 カスタムメイルブースターVol.1 輝け!勇者のよろい!!
- BM-07 チューンナップギア ストレートバレル
- BM-08 チューンナップギア ストレートマガジン
- BM-09 オフィシャルビーダマ
- BM-10 オフィシャルフィールドセット
- BM-11 オフィシャルターゲット
- BM-12 チューンナップギア パワーマント
- BM-13 スターター ペンビーイエロー
- BM-14 カスタムメイルブースターVol.2 きらめけ!疾風のブルー!!
- BM-15 スターター ペンビーブラック
- BM-16 チューンナップギア ワイドマガジン
- BM-17 オフィシャルタイムアタックフィールドセット
- BM-18 スターター ペンビーホワイト
- BM-19 カスタムメイルブースターVol.3 燃え上がれ!炎のよろい!!
- BM-20 ペンビーホワイトプレミアムセット
- BM-21 オフィシャルゲームセレクション パワースロープ
- BM-22 チューンナップギア スロープバレル

ここからコアチェンジシリーズ
- CB-01 スターター アクセル=ドラシアン
- CB-02 スターター ワンサイド=シャークス
- CB-03 メタルアクセルコア
- CB-04 アクセル=ドラシアンDXセット
- CB-05 オフィシャルフィールドセットプラス
- CB-06 スターター ステア=イグル
- CB-07 コアランダムブースターvol.1
- CB-08 スターター レヴ=ドラヴァイス
- CB-09 メタルレブコア
- CB-10 チューンナップギア トルネードマガジン
- CB-11 レブ=ドラヴァイス超連射セット
- CB-12 スターター トルク=ベアルーガ
- CB-13 チューンナップギア スタビライザー
- CB-14 スターター ロール=サソード
- CB-15 スターター ストローク=オロチ
- CB-16 チューンナプギア ワイドマガジン
- CB-17 チューンナップギア ストレートバレル
- CB-18 チューンナップギア パワーマント
- CB-19 チューンナップギア ラバーシール
- CB-20 トリプルファイティングフィールド
- CB-21 オフィシャルビーダマ
- CB-22 オフィシャルターゲット2
- CB-23 改造セット パワー&連射
- CB-24 スターター スピン=レオージャ
- CB-25 チューンナップギア グリップアーム[10]
- CB-26 スターター フォース=ドラグレン
- CB-27 メタルフォースコア
- CB-28 オフィシャルゲームセレクション ロングブリッジ
- CB-29 ランダムスターター2012辰
- CB-30 チューンナップギア ロックオンバレル
- CB-31 ブレイクボンバー対戦セット
- CB-32 スターター ラウンド=タイガル
- CB-33 チューンナップギア クイックローダーマガジン
- CB-34 チューンナップギア コアランダムブースタープラス
- CB-35 スターター ツイン=ドラゼロス
- CB-36 チューンナップギア ヘビーツインコア
- CB-37 チューンナップギア ツインマガジン
- CB-38 スターター ドリフト=ジャッカー
- CB-39 チューンナップギア グリップバレル
- CB-40 ツイン=ドラゼロスSPセット
- CB-41 スターター バースト=バイソン
- CB-42 チューンナップギア システムマガジン
- CB-43 スターター スマッシュ=ドラゴルド
- CB-44 チューンナップギア ヘビースマッシュコア
- CB-45 スマッシュ=ドラゴルドファイティングセット
- CB-46 チューンナップギア パワーグリップ
- CB-47 スターター ローディング=ダイルス
- CB-48 チューンナップギア ダイレクトローダーマガジン
- CB-49 超龍Wセット

ここからエンブレムチャージシリーズ
- CB-50 スターター ドライブ=ガルバーン
- CB-51 スターター ソニック=ドラヴァイス
- CB-52 スターター スロット=ビードル
- CB-53 チューンナップギア コンバートバレル
- CB-54 チューンナップギア サイクロンマガジン
- CB-55 ゲームツール オフィシャルターゲット3
- CB-56 DXブレイクボンバー7
- CB-57 スターター ガンロック=ヴォルグ
- CB-58 バージョンアップパーツ キャノンアーム
- CB-59 チューンナップギア ボディランダムブースターvol.1
- CB-60 ガルバーン DXバージョンアップセット
- CB-61 スターター クライス=レイドラ
- CB-62 バージョンアップパーツ バスターレッグ
- CB-63 チューンナップギア マガジンスタビライザー
- CB-64 レイドラバージョンアップセット
- CB-65 ランダムスターター2013 vol.1
- CB-66 スターター ストリーム=ドラゼロス
- CB-67 チューンナップギア スコープマガジン
- CB-68 ゲームツール ブレイクボール
- CB-69 バージョンアップパーツ ブラストアーム
- CB-70 チューンナップギア ボディランダムブースターvol.2
- CB-71 ガルバーン DXバージョンアップセット2
- CB-72 スターター ライジング=ドラシアン
- CB-73 バージョンアップパーツ マグナムアーム
- CB-74 ドラシアンバージョンアップセット
- CB-75 メテオボンバー対戦セット
- CB-76 スターター アサルト=ドラグレン
- CB-77 チューンナップギア ダッシュスタビライザー
- CB-78 スターター ガトリング=デスシエル
- CB-79 チューンナップギア ジェットコア
- CB-80 チューンナップギア ボディランダムブースターVol.3
- CB-81 ランダムスターター2013 Vol.2
- CB-82 スターター トリプル=ギルシオン
- CB-83 ガルバーン究極DXセット

### 兄弟商品
- バクレツボン - ビーダマン用の的。ボンバーマンの頭に体を収納した状態で頭の飾りに衝撃が加わると0.2秒で体が飛び出る。1998年8月にBビーダマン爆外伝 爆裂変形Bビーダマンとして再発売された。
- オハジキマン - 1994-1995年発売。人形の胴体、または下の土台からオハジキを発射する『魔法陣グルグル』の人形。『ビーダマン オハジキマン』という名前でビーダマンのシリーズとして売られた。ヒットポイントにオハジキが当たると人形または人形の頭部が飛んで外れる。
- メダルマン - 1996年発売。ボンバーマンの腹部に金属のメダルを縦方向か横方向に磁力で嵌め、本体を傾ける打ち方も含めて3通りの発射ができる玩具。後の1997年にはバンダイが『SDガンダム』と『スーパーマリオ64』のメタルマリオを使い、同じくメダルを3通りに発射可能なメダルマスターという類似玩具を発売した。
- スーパーボールシューター - 1997年発売。星のカービィのキャラクター商品で、ビー玉と同じ大きさのスーパーボールを口から発射する。トリガーとホールドパーツの向きはビーダマンを90度傾けた状態に成っている。ビー玉の発射にも対応している。
- Jバスター - 2000年発売。EVA樹脂製のスクリューバレットを発射する巨大な空気鉄砲。ビーダマンと違い広い空間でないと遊べない特性、価格の高さから人気が出ず寿命は短かった。部品交換が可能で核となるバスターコアのデザインは後のバトルビーダマンのように前後に長いロボット型をしている。開発はJBA。マスター攻略王に類する存在としてバスターヨージなる司会者がいた。
- ポケットモンスター ダイヤモンド&パール バシューン! - タカラトミーより2008年4月発売。ビーダマンのホールドパーツに当たるスタンダードユニットにバシューン!ディスクを嵌め、トリガーを押して発射する射撃系玩具。ヒットポイントにバシューン!ディスクが当たると人形が飛んで外れるという、オハジキマンのような遊び方をする。
- ヒュービースケールシリーズ NO.1 ビースピ - ハドソンより1996年発売。ビー玉、チョロQ、ミニ四駆の速度測定器。後に理科教材としてナリカから販売される。
- ポケモン アルティマッチ - タカラトミーより2023年4月発売。

## 題材作品
「爆外伝シリーズ」ではビーダマンが意思を持つ生命体として描かれており、アーマーと呼ばれるロボットにビーダマンらが搭乗して悪の組織と戦う、という物語である。
対して、「スーパービーダマン」などのシリーズでは、ビーダマンは主人公ら人間の操る競技用のアイテムとして描かれており、主人公らの行う「ビーダマン競技」に物語の主題が置かれている。

### 漫画
- 爆球連発!!スーパービーダマン 今賀俊
- B(ボンバーマン)ビーダマン爆外伝 三鷹公一
- Bビーダマン爆笑伝 玉井たけし
- B-伝説! バトルビーダマン 犬木栄治
- 爆球Hit! クラッシュビーダマン 倉谷友也
- クロスファイト ビーダマン 溝渕誠
- クロスファイト ビーダマン フェニックス伝説 勝見直人

### アニメ
- 名古屋テレビ
  - 1998年2月7日 - 1999年1月31日 Bビーダマン爆外伝 ※Bはボンバーマンと読む
  - 1999年2月7日 - 2000年1月30日 Bビーダマン爆外伝V ※Vはビクトリーと読む
- テレビ東京
  - 1999年1月4日 - 1999年10月1日 爆球連発!!スーパービーダマン （『おはスタ』内）
  - 2004年1月5日 - 2004年12月27日 B-伝説! バトルビーダマン
  - 2005年1月10日 - 2005年12月26日 B-伝説! バトルビーダマン 炎魂
  - 2006年1月9日 - 2006年12月25日 爆球Hit! クラッシュビーダマン
  - 2011年10月2日 - 2012年9月30日 クロスファイト ビーダマン
  - 2012年10月7日 - 2013年9月29日 クロスファイト ビーダマンeS

### テレビゲーム
- 1996年12月20日 ボンバーマンビーダマン（ハドソン、スーパーファミコン）
- 1997年7月11日 スーパービーダマン ファイティングフェニックス（ハドソン、ゲームボーイ）
- 1997年12月19日 爆球連発!!スーパービーダマン（ハドソン、スーパーファミコン）
- 1998年7月24日 スーパービーダマン バトルフェニックス64（ハドソン、NINTENDO 64）
- 1999年1月29日 ボンバーマンビーダマン爆外伝 〜ビクトリーへのみち〜（メディアファクトリー、ゲームボーイカラー）
- 2000年2月4日 ボンバーマンビーダマン爆外伝V ファイナルメガチューン（メディアファクトリー、ゲームボーイカラー）
- 2000年3月24日 爆球連発!!スーパービーダマン 激誕!ライジングヴァルキリー!!（タカラ、ゲームボーイカラー）
- 2004年8月5日 B-伝説! バトルビーダマン 〜燃えろ!ビー魂!!〜（アトラス、ゲームボーイアドバンス）
- 2005年8月4日 B-伝説! バトルビーダマン ファイヤースピリッツ 炎魂（アトラス、ゲームボーイアドバンス）

### カードゲーム
- ボンバーマンビーダマン爆外伝カードゲーム

## 書籍
- 1997年3月10日 コロタン文庫147 ボンバーマンビーダマン全百科 ISBN 4-09-281147-0
- 1996年8月 ボンバーマンビーダマン爆全集 ISBN 4-04-853806-3
- 1997年8月 ボンバーマンビーダマン爆全集2 ISBN 4091025900
- 1998年8月 ボンバーマンビーダマン爆全集3 ISBN 4091026370
- 1999年7月 ボンバーマンビーダマン超爆全集 ISBN 4091028071
- 2004年6月 バトルビーダマンゼロ爆全集 ISBN 4091061699